# Jenkofen (Adlkofen)

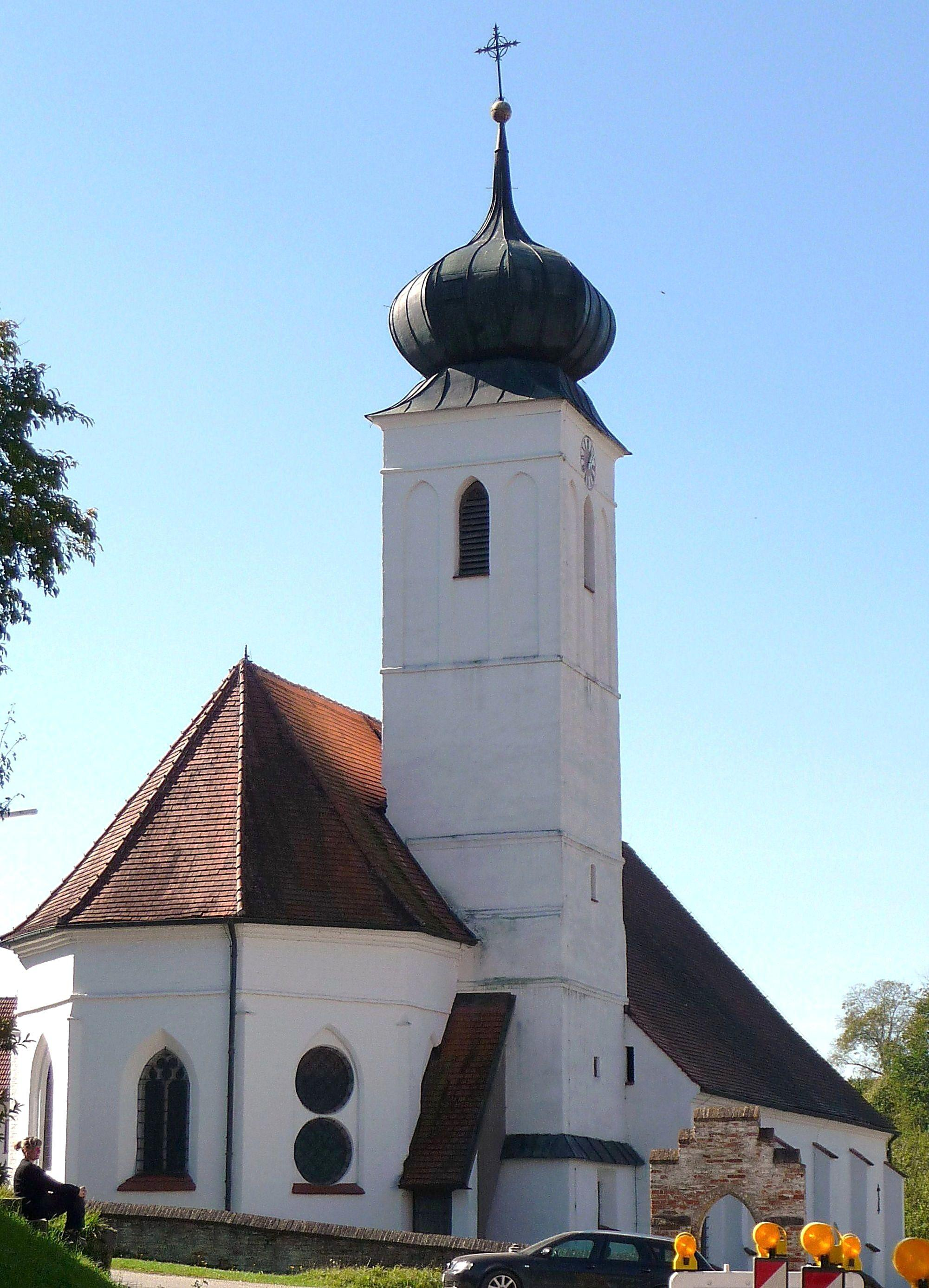
Die Filialkirche Mariä Himmelfahrt

Jenkofen ist ein Gemeindeteil der Gemeinde Adlkofen im niederbayerischen Landkreis Landshut.

## Lage
Das Kirchdorf Jenkofen liegt etwa drei Kilometer südwestlich von Adlkofen am Wildgraben im Isar-Inn-Hügelland.

## Geschichte
Bereits im 14. Jahrhundert besaßen die Wittelsbacher Eigentum in Jenkofen. Als die Familie der Harskircher 1416 ausstarb, fiel deren Vermögen dem Herzog zusätzlich zu. 1422 stiftete Herzog Heinrich der Reiche in Jenkofen ein Benefizium zu Ehren der Himmelfahrt Mariens. Sieben Jahre später fügte er eine weitere Stiftung hinzu, die er dem heiligen Nikolaus widmete. Zum Unterhalt des Benefiziaten und der Kirche übergab er seine Höfe in Jenkofen und Umgebung. Mit einem Brief stellte Heinrich die Jenkofer Kirche unter seinen persönlichen Schutz.
Politisch war Jenkofen Teil der Obmannschaft Hohenegglkofen. Mit dem ersten Gemeindeedikt von 1808 wurde der Steuerdistrikt Jenkofen geschaffen. An dessen Spitze stand der Steuervorsteher. Mit dem zweiten Gemeindeedikt von 1818 wurde die Gemeinde Jenkofen gebildet. Für die schriftlichen Arbeiten der Gemeindeverwaltung wurde der Lehrer von Hohenegglkofen angeworben.
Im Zuge der Gebietsreform in Bayern schloss sie sich am 1. April 1971 der Gemeinde Adlkofen an.

## Religion
Jenkofen liegt an der Bistumsgrenze von München-Freising zu Regensburg. Die Dorfkirche gehört zur Pfarrei Hohenegglkofen.

## Politik

### Bürgermeister
Alois Giftthaler war bis zur Gemeindegebietsreform 1971 der letzte Bürgermeister Jenkofens.
Ehemalige Bürgermeister:
| Amtszeit      | Bürgermeister    |
| ------------- | ---------------- |
| 1946 bis 1971 | Alois Giftthaler |

## Wirtschaft
Im Rahmen der Flurbereinigung nutzte Jenkofen das 1977 beschlossene Sonderinvestitionsprogramm der Bayerischen Staatsregierung zur Förderung der Dorferneuerung. 2005 wurde die Freiwillige Feuerwehr mit einem neuen Feuerwehrfahrzeug ausgestattet.
Die Bodenrichtwerte 2011/2012 in Jenkofen sind wie folgt:
- Baureifes Land / unbeplanter Innenbereich: € 70,--
- Ackerland: € 6,--

### Verkehr
Die Kreisstraße LA 3 beginnt an der Staatsstraße 2045 bei Jenkofen und durchzieht das Gemeindegebiet Adlkofens von Westen aus in südöstlicher Richtung bis nach Pattendorf. Sie führt anschließend weiter bis zur Gemeinde Gerzen. Die Kreisstraße LA 30 hat ihren Ausgangspunkt in Jenkofen und führt in südwestlicher Richtung über Hohenegglkofen (Gemeinde Kumhausen) zur Bundesstraße 299.

### Abwasserentsorgung
Ende 2004 wurde beschlossen, die Ortsteile Engkofen und Jenkofen an eine zentrale Entwässerung mit separater Kläranlage anzuschließen. Die Planung und Ausschreibung für Kanalleitungen und eine eigene Kläranlage wurden 2005 durchgeführt. Der Baubeginn hierfür war für 2006 Jahr vorgesehen.

## Kultur und Sehenswürdigkeiten

### Baudenkmäler
Aus dem 18. Jahrhundert stammt das ehemalige Mesnerhaus (Sölde). Dabei handelt es sich um einen eingeschossigen Satteldachbau mit hohem Kniestock, der als Blockbau über Ziegelsockel mit eingebautem Traidkasten errichtet wurde.
Die katholische Kirche Mariä Himmelfahrt, eine Filialkirche der Pfarrei Hohenegglkofen, ist eine dreischiffige Pseudobasilika. Gefördert von Herzog Heinrich entstanden die drei westlichen Langhausjoche des Kirchenschiffes um 1422, die zwei östlichen Langhausjoche und der Chor um 1449. Das Innere besitzt Fresken von 1599 und einen spätgotischen Schreinaltar der Landshuter Schule um 1480 mit einer Mondsichelmadonna. Die Altarflügel mit Reliefs innen und Gemälden außen haben die Mariengeschichte zum Thema. Bedeutend sind auch die von Herzog Heinrich 1447 gestifteten Rundfenster. Votivtafeln erinnern an Gebetserhörungen. 2018 wurde ein seit dem Zweiten Weltkrieg verschollenes Reliquiar wiederentdeckt. Es handelt sich dabei um ein sogenanntes Kreuzpartikelreliquiar. Die Kirche steht auf der Liste der nach der Haager Konvention zum Schutz von Kulturgut bei bewaffneten Konflikten geschützten Kulturgüter.

### Grünflächen und Naherholung
Im Rahmen des Sonderinvestitionsprogrammes der Bayerischen Staatsregierung zur Förderung der Dorferneuerung errichtete man 1977 am Ortsrand auf dem Standort der Flurbereinigungskiesgrube einen Badeweiher. Im Sommer 2007 wurde der Badeweiher für Sanierungsarbeiten gesperrt, um durch eine neue Quellfassung die Wasserqualität zu verbessern und den Weiher zu regenerieren.

## Veranstaltungen
Das „Sautrogrennen“ der Jungbauernschaft Jenkofen findet alljährlich am Jenkofener Weiher statt.

## Vereine
BJB Jenkofen
Freiwillige Feuerwehr Jenkofen
Gründung: 30. April 1905

Mitgliederzahl: 34 Aktive und 22 Passive

Sonstiges: Im Juni 2005 feierte sie ihr 100-jähriges Bestehen.